# Yaguaraparo (paroisse civile)
Pour les articles homonymes, voir Yaguaraparo.
Yaguaraparo est l'une des trois paroisses civiles de la municipalité de Cajigal dans l'État de Sucre au Venezuela. Sa capitale est Yaguaraparo, chef-lieu de la municipalité.